# Ялангачевська сільська рада
Яланга́чевська сільська рада (рос. Ялангачевский сельский совет) — муніципальне утворення у складі Балтачевського району Башкортостану, Росія. Адміністративний центр — присілок Ялангачево.

## Населення
Населення — 436 осіб (2019, 607 в 2010, 725 в 2002).

## Склад
До складу поселення входять такі населені пункти:
| Населений пункт      | Населення, осіб (2002) | Населення, осіб (2010) |
| -------------------- | ---------------------- | ---------------------- |
| Мішкино, присілок    | 385                    | 326                    |
| Якуніно, присілок    | 95                     | 70                     |
| Ялангачево, присілок | 245                    | 211                    |